# رابرات براون (بازیگر امریکایی)
رابرات براون (انگلیسی: Robert Brown؛ زادهٔ ۱۷ نوامبر ۱۹۲۶) بازیگر، بازیگر سینما، و بازیگر تلویزیون اهل ایالات متحده آمریکا است.
از فیلم‌ها یا برنامه‌های تلویزیونی که وی در آن نقش داشته‌است می‌توان به برج لندن اشاره کرد.